# 川副久盛
川副 久盛（かわぞえ ひさもり　生年不詳 - 永禄12年（1569年））は、戦国時代の武将。尼子氏の家臣。官位は美作守。美作国林野城・勝山城(別名 高田城)城代。尼子経久から勝久の四代に仕え、尼子氏筆頭家老・美作方面軍司令・奉行衆として働いた。河副とも表記されており、実際にはこちらの読みの方が多い。

## 経歴
享禄年間には、吉川経世を通して毛利氏への和睦を求めるなど、経久期においても重臣格として既に働いていることが確認されている。
天文9年（1540年）の毛利元就の吉田郡山城攻めに参戦。大敗した後に大内義隆の出雲侵攻時も尼子方武将として奮戦する。義隆が敗退した後、晴久の諸国侵攻時にも参戦。美作国林野城攻めに参加し、これが落城した後に城代となる。城代になった後は、美作国内の国人衆を把握すべく、美作国衆の中心であった江見久盛と手を結び三星城の後藤勝基を従属させる。
これ以後は尼子氏の美作方面軍の司令として働いており、主に最前線である備前・播磨の尼子同盟勢力救援の為に出陣するなどしている。
弘治元年（1555年）、備前浦上氏に呼応して後藤勝基が離反し林野城を攻撃するも、これを撃退する。しかし、晴久の急死した後に家督を継いだ尼子義久の外交政策失敗により、毛利氏が出雲侵攻を開始。久盛は林野城を退去し、月山富田城に入城する。
永禄9年（1566年）、遂に月山富田城は兵糧攻めに耐えきれず落城。落城まで佐世氏・牛尾氏等の重臣が逃亡するなか、久盛は本田家吉等の他家臣と共に最後まで城内に留まる。
永禄12年（1569年）、目賀多幸宣・立原久綱らの古参尼子武将らと結託し、尼子再興を出雲に呼びかける。これに対して立原久綱により仲介された山中幸盛擁する新宮党誠久遺児尼子勝久が出雲の忠山城にて挙兵し、尼子再興軍を結成する。
そうして、かつての居城であった月山富田城攻めに参加するも、守備側の奮闘もあり落城しなかった。月山富田城奪回の攻城途中に病にかかった久盛は、再興軍の居城である真山城にてまもなく死去した。